# Бес (Белуно)
Бес (итал. Bes) је насеље у Италији у округу Белуно, региону Венето.
Према процени из 2011. у насељу је живело 208 становника. Насеље се налази на надморској висини од 481 м.